# 吳樂天
吳樂天（1947年12月1日—2019年3月16日）本名吳泰嶺，台灣臺南市新營區茄苳腳人，為台灣著名台語廣播頻道主持人，全台曾經有上百萬聽眾，後曾主持地下電台數度與政府角力，被稱為「南部人的劉德華」，是早期台灣社會記憶深刻的聲音。對中南部老一輩聽眾來說，吳樂天的聲音是時代共同回憶，不少「六七年級生」童年更是聽吳樂天講廖添丁故事長大。

## 生平
吳樂天天生氣喘、口吃。家裡食指浩繁，么子的他從小給人撫養。十二歲離家出走，自謀生活，趕過鴨子，送過米；跟著布袋戲班子演出。在這段時間，他苦學漢文的台語發音，三十秒可以說九十七個字，奠下日後講古的基礎。
吳樂天早年曾開設「金雞堂中醫診所」，大約20歲左右開始投入廣播賣藥，練就流利口才，後來吳樂天在地下電台主持「傳奇人物廖添丁」，生動活潑又有趣的講古風格讓他火速爆紅，成為全台知名人物，全盛時期聽眾高達上百萬人。吳樂天述說故事遣詞用字精確、古雅，蘊含豐富文學性，經由電波傳播各地後，看熱鬧的計程車司機和家庭主婦欣賞他中氣十足；懂門道的知識分子，為他說出台語的真善美而佩服。身價一度號稱高達新台幣5億元。
但在事業如日中天之際，開始爆出涉及妨害名譽、傷害、詐欺等罪嫌，還為了蓋台事件前後入獄5次，引起不少爭議。雖曾一度在萬華復出講古，無奈現今許多年輕人聽不懂台語，觀眾稀稀落落，聲勢大不如以往。2011年8月，正式收廣播節目主持人吳國禎為其入門弟子（也是唯一弟子），傳承台灣講古表演藝術的衣缽。同時成立官方網站，開始在網路上播放近年所錄製的講古節目《傳奇人物廖添丁》、個人政評節目《吳樂天黑白講》等影音內容。
晚年居住於新北市中和區南勢角的小公寓，並教授劍道。臥病約4年，2019年3月16日病逝。

### 電影製作
1983年吳樂天曾在華視主講「電視講古-三國演義」，雖然這段經驗維持不久，卻讓他萌生籌備拍電影想法；1985年取得行政院新聞局《電影從業人員登記證明》編導證及演員證的吳樂天，在1987年開拍電影「台灣英雄廖添丁」。1997年吳樂天受邀演出廖添丁題材電影「俠盜正傳」。

### 政治參與
吳樂天爆紅之後名利雙收，開始對政治產生興趣，1991年成立地下電台「民主之聲」，開啟臺灣地下電臺和政治結合的先例。此時的地下電臺，帶有一種政治反對者「秘密傳播」的形式，主要為選舉造勢。曾會見當時的行政院長李煥，給予政治建議，還曾介入政治人物紛爭助陣。1992年登記參選台北縣立法委員，結果因學歷太低，在資料審核這關就被淘汰。但是吳樂天仍不放棄，在板橋租下一片廣場舉辦大型演講，批判當時政府阻礙「憲法所賦予人民的參政權」，可說是相當有社會運動性的表現。

## 爭議

### 暴力衝突事件
1998年12月2日傍晚，台北縣第二選舉區立法委員候選人吳樂天和台灣之聲廣播電台創辦人許榮棋的人馬發生衝突，雙方都有人掛彩。經過台北縣警察局蒐證，許榮棋本人和吳樂天的助選員被移送法辦。但是吳樂天不滿警方的處理方式，於12月3日開著宣傳車帶著大批支持群眾到台北縣警察局蘆洲分局延平派出所前抗議，砸毀警車、機車，並丟擲滿地的雞蛋。在一番喧嘩之後，吳樂天和支持群眾離開，沒有造成進一步衝突。

### 欠稅
2011年5月2日，吳樂天因自1998年起積欠營業稅及營利事業所得稅合計新台幣五千兩百餘萬元，被法務部行政執行署公告列入禁奢大戶名單。

## 演出

### 電影

#### 導演
- 1987年《台灣英雄廖添丁》
- 1988年《台灣鏢局》

#### 演員
- 1987年《台灣英雄廖添丁》
- 1988年《台灣鏢局》
- 1997年《俠盜正傳》飾員外
- 2015年紀錄片《就是這個聲音》主角，盧彥中導演

#### 出品人
- 1988年《台灣鏢局》

#### 編劇
- 1987年《台灣英雄廖添丁》
- 1988年《台灣鏢局》

## 外部連結
- 吳樂天官方網站《吳樂天黑白講》（页面存档备份，存于）
- 吳樂天（页面存档备份，存于）中文電影資料庫
- 吳樂天在香港影庫上的簡介
- 吳樂天 官方粉絲專頁的Facebook專頁